# Musique organistique espagnole
La musique d'orgue espagnole est une branche de la musique occidentale ayant connu son apogée sous la période baroque pendant le siècle d'or espagnol,.
Elle se caractérise par des règles très strictes et une présence de la religion très marquée.
Au départ écrite sous forme de tablature, elle fut transcrite au XVIIe siècle sous la forme que l'on lui connait aujourd'hui. Les caractéristiques de la musique pour orgue ibérique la distinguent considérablement de celle de l'Europe centrale ou du Nord et les spécificités des instruments sont si prononcées qu'on peut parler d'un paysage de l'orgue original, mais non uniforme, à forte empreinte nationale[réf. souhaitée].